# Andrew Parker (Leichtathlet)
Andrew Parker (* 11. Januar 1965) ist ein ehemaliger jamaikanischer Hürdenläufer, der sich auf die 110-Meter-Distanz spezialisiert hatte.
1987 schied er bei den Hallenweltmeisterschaften in Indianapolis über 60 Meter Hürden im Vorlauf aus. Im Sommer folgte einem Sieg bei den Panamerikanischen Spielen in Indianapolis ein Vorrundenaus bei den Weltmeisterschaften in Rom.
Bei den Olympischen Spielen 1988 in Seoul erreichte er das Viertelfinale. 1989 gewann er Silber bei den Zentralamerika- und Karibikmeisterschaften, und 1991 gelangte er bei den Hallenweltmeisterschaften in Sevilla über 60 Meter Hürden ins Halbfinale.

## Persönliche Bestzeiten
- 60 m Hürden (Halle): 7,65 s, 22. Februar 1987, San Diego
- 110 m Hürden: 13,51 s, 4. April 1987, Tempe